# 新名彩子
新名 彩子（にいな さいこ、1965年6月20日 - ）は日本のタレント。鹿児島県鹿児島市生まれ。
かつて「アイエムオー音楽出版」に所属していた。

## 来歴・人物
身長162cm。成城大学文芸学部卒業。「土曜の朝にふたりでブランチ」（千葉テレビ放送）のキャスター、「こだわりTV PRE★STAGE」（テレビ朝日）のリポーターを務めた後、1990年から「クイズ!早くイッてよ」（フジテレビ）で2代目のアシスタントを勤めた（田中美佐子から引き継ぐ）。番組終了後の活動に関しては不明。
1990年当時公表されていたプロフィールでは、趣味は映画・演劇観賞、読書。マリンスポーツ、モータースポーツ、スキー、球技などスポーツ全般に通じている、とある。

## 出演番組
- 土曜の朝にふたりでブランチ（千葉テレビ放送）- キャスター
- こだわりTV PRE★STAGE（テレビ朝日）- リポーター
- クイズ!早くイッてよ（フジテレビ）- 2代目アシスタント